# Джебель-ед-Друз (держава)
Джебель-ед-Друз (араб. جبل الدروز) — автономна держава за часів французького мандату у Сирії 1921—1936 рр., створена як автономія для етнорелігійної групи друзів під французькою протекцією.
1 травня 1921 р. виділили терен для автономії друзів. 4 березня 1922 р. створено автономну державу друзів зі столицею в Ес-Сувейді. У 1936 р. за ініціативою Франції Джебель-ед-Друз об'єднали із Сирією, проте відокремли ще раз в 1939 р.. У 1944 р. маленька держава друзів остаточно увійшла до складу Сирії.

## Населення
| Французький перепис 1921-22 |             |          |
| Релігія                     | Чисельність | Відсоток |
| Суніти                      | 700         | 1,4%     |
| Друзи                       | 43,000      | 84,8%    |
| Християни                   | 7,000       | 13,8%    |
| Разом                       | 50,700      | 100%     |

## Ресурси Інтернету
- Syria [Архівовано 17 лютого 2018 у Wayback Machine.] at WorldStatesmen.org.
- Map [Архівовано 4 грудня 2012 у Archive.is] at unimaps.com.